# Henri Arnoldus
Henri Arnoldus (* 22. Februar 1919 in Middelburg; † 19. Dezember 2002, ebenda) war ein niederländischer Lehrer und Kinderbuchautor, der durch seine Kinderbuchreihe Pitje Puck bekannt wurde.  

## Leben
Arnoldus war ebenfalls als Autor für Film- und Fernsehfiguren tätig. So schrieb er diverse Romane über Lassie, Rin Tin Tin oder Die Texas Rangers.
Henri Arnoldus starb mit 83 Jahren und fand seine letzte Ruhestätte (Nr. 242) auf dem Algemene Begraafplaats Middelburg in Middelburg, Hauptstadt der Provinz Zeeland.

## Pitje Puck
Pitje Puck ist der lustige Briefträger eines kleinen Dorfes, der in den Geschichten in verschiedene Berufe schlüpft und den Dorfbewohnern hilft. Das erste Buch der Reihe erschien 1958.
Von den 47 Pitje-Puck-Büchern, die in den Niederlanden erschienen, wurden 30 ins Deutsche übersetzt und vom Weichert-Verlag herausgegeben. 
In den Niederlanden wurden die Bücher von Pitje Puck, Detektiv Bollejan, Tupp und Jupp sowie Tim und Toni beim N.V. Uitgevers Maatschappij „De Eekhoorn“ in Harderwijk aufgelegt. Die Übersetzung dieser Bücher erfolgte durch Helmut Goeb.
Die Illustrationen der deutschen Pitje-Puck-Bücher sind von Peter Wrobel.
In den 1980er Jahren wurden einige Bücher der Reihe Pitje Puck von den Labeln Europa und Intercord als Hörspiel produziert.

## Bücher
(Deutsche Übersetzungen, unvollständig)
- Pitje Puck, der spaßige Briefträger, 1969 (Pietje Puk gaat op reis)
- Pitje Puck will Fische fangen, 1969 (Pietje Puk gaat vissen)
- Pitje Puck macht tolle Streiche, 1969 (Pietje Puk viert feest)
- Pitje Puck und sein Hund, 1969 (Pietje Puk en zijn hond)
- Pitje Puck als Schneider, 1970 (Pietje Puk wordt kleermaker)
- Pitje Puck, der Held des Tages, 1969 (Pietje Puk weet raad)
- Pitje Puck überlistet den Dieb, 1969 (Pietje Puk gaat zwerven)
- Pitje Puck auf Jagd, 1970 (Pietje Puk op jacht)
- Pitje Puck als Detektiv, 1971 (Pietje Puk gaat filmen)
- Pitje Puck kann nichts erschüttern, 1971 (Pietje Puk gaat kamperen)
- Pitje Puck sucht einen Schatz, 1972 (Pietje Puk heeft geluk)
- Pitje Puck, die Sportskanone, 1972 (Pietje Puk wordt schaatskampioen)
- Pitje Puck und das Geheimnis, 1973 (Pietje Puk wordt muzikant)
- Pitje Puck hat Glück im Unglück, 1973 (Pietje Puk en zijn vrienden)
- Pitje Puck löst jedes Rätsel, 1975 (Pietje Puk helpt de voetbalclub)
- Pitje Puck auf Reisen, 1975 (Pietje Puk wordt toerist)
- Pitje Puck räumt auf, 1977 (Pietje Puk knapt het op)
- Pitje Puck der Retter in der Not, 1977 (Pietje Puk gaat varen)
- Pitje Puck auf dem Flohmarkt, 1979 (Pietje Puk op de rommelmarkt)
- Pitje Puck wie ihn keiner kennt, 1979 (Pietje Puk wordt clown)
- Pitje Puck bei der Feuerwehr, 1981 (Pietje Puk wordt brandweerman)
- Pitje Puck reitet für Kesseldorf, 1981 (Pietje Puk gaat paardrijden)
- Pitje Puck fällt vom Himmel, 1983 (Pietje Puk wordt parachutist)
- Pitje Puck wird Antiquitätenhändler, 1983 (Pietje Puk wordt Pietje Antiek)
- Pitje Puck reizt Knurrhahn, 1985 (Pietje Puk bouwt een zwembad und Pietje Puk gaat skiën)
- Pitje Puck spielt auf, 1985 (Pietje Puk en de P.P. goep)
- Pitje Puck hat eine tolle Idee, 1987 (Pietje Puk in het ponypark)
- Pitje Puck gibt nicht auf, 1987 (Pietje Puk op de surfplank)
- Pitje Puck gewinnt die Wette, 1989 (Pietje Puk redt Keteldorp)
- Pitje Puck ist der Beste, 1989 (Pietje Puk postbode van het jaar)

- Bollejan auf heißer Spur, 1974 (Bollejan)
- Bollejan hilft dem Kommissar, 1974 (Bollejan speurt op zee)
- Bollejan geht in die Luft, 1975 (Bollejan de ballonvaarder)
- Bollejan und die Geheimzeichen, 1975 (Bollejan en het geheim van de boshut)
- Bollejan entlarvt den Spanischen Reiter, 1978 (Bollejan en de Spaanse Ruiter)
- Bollejan trifft ins Schwarze, 1978 (Bollejan speurt op goed geluk)
- Bollejan riskiert alles, 1980 (Bollejan en de vliegtuigkapers)
- Bollejan landet in der Wüste, 1982 (Bollejan in de woestijn)

- Tim und Toni die beiden Spaßvögel, 1989 (Oki en Doki und Oki en Doki maken pret)
- Tim und Toni bleibt nicht erspart
- Tim und Toni finden Flaps
- Tim und Toni fahren Motorrad
- Tim und Toni unter bösem Verdacht
- Tim und Toni haben verrückte Ideen
- Tim und Toni setzen auf Sieg
- Tim und Toni unter Wasser

- Tupp und Jupp, 1979
- Tupp und Jupp und ihr dicker Freund, 1979
- Tupp und Jupp in Gefangenschaft, 1980
- Tupp und Jupp die beiden Schlingel, 1980

- Jockel und Jako, 1981
- Wohin mit Moritz, 1985
- Alle lieben Moritz, 1985

- Zauberer Zwirbelbart fliegt hoch hinaus, 1984
- Zauberer Zwirbelbart überlistet die Hexe, 1984
- Zauberer Zwirbelbart im Zwergenland, 1986
- Zauberer Zwirbelbart macht eine tolle Erfindung, 1986

- Jace Pearson Texas Rangers: Die schwarzen Reiter in der Falle, 1960
- Jace Pearson Texas Rangers: Verfolgung in der Wüste, 1960
- Jace Pearson Texas Rangers: Wilde Jagd auf Johnny Brock, 1960
- Jace Pearson Texas Rangers: Die geheimnisvolle Perücke, 1961
- Jace Pearson Texas Rangers: Die Indianer greifen an, 1961
- Jace Pearson Texas Rangers: Die Smuggler von Spring Rock, 1961
- Jace Pearson Texas Rangers: Räuberjagd am Rio Grande, 1962
- Jace Pearson Texas Rangers: Der falsche Erbonkel, 1962
- Jace Pearson Texas Rangers: Die Spur endet am Fluß, 1963
- Jace Pearson Texas Rangers: Kilometerstein 9, 1964

- Lassie: Die Abenteuer eines treuen Hundes
- Lassie, Jeffs treuer Freund bringt Rettung, 1962 / Zweitauflage als: Timmys treuer Freund bringt Rettung
- Lassie im Schneesturm, 1960
- Lassie: Das kluge Tier fängt den Dieb, 1960
- Lassie: Einbruch auf der Farm, 1961
- Lassie: Der Waldbrand, 1961
- Lassie: Der Tiger ist los!, 1961
- Lassie wird entführt, 1962
- Lassie: Der Kampf mit dem Wolf, 1962
- Lassie gibt nicht auf, 1962